# Арика
Арика (кечуа Arika; ісп. Arica) — місто і порт на півночі Чилі, у регіоні XV Арика-і-Паринакота, адміністративний центр провінції Арика. Місто відоме у Чилі як «місто Вічної Весни» і є північними дверима Чилі. Завдяки його розташуванню, місто характеризується культурною різноманітністю і багатством історії.

## Історія
Територія, на якій знаходиться Арика, була заселена більш ніж 10 тисяч років тому. Вона була зайнята різними народами, серед яких виділяють чинчорро (ісп. Chinchorro), один перших народів планети, який застосовував складну техніку муміфікації своїх померлих родичів.
Арика була зайнята іспанцями в 1536 році і заснована Лукасом Мартінесом Бегасо як іспанське місто у складі віце-королівства Перу 25 квітня 1541 року.
Розвиток міста був повільним до 1545 року, коли місцевий тубілець Дієго Уальпа відкрив в Потосі одні за найбільших родовища срібла в Новому Світі. Це перетворило далеку місцевість в Перу в одне з найбільш населених міст регіону і головний порт для вивозу срібла. Завдяки вивозу срібла з Потосі, Іспанська Корона в 1570 році надала місту право називатися «Знамените Королівське Місто Сан Маркос Арика», показуючи на його гербі горб Потосі.
Після публікації в Голландії мап Землі в 1612 році, Арика з'явилася в одній з них, як найпівденніше відоме місто. Це зробило її відомим портом серед піратів і багато з них робили рейди на цей порт.
З початком воєн за незалежність в Південній Америці Арика перетворюється на один з головних визвольних центрів Перу. Залізниця побудована в Ариці в 1855 році об'єднала місто з містом Такна. Ця найстародавніша залізниця Південної Америки функціонує досі. У 1868 році місто було практично зруйноване землетрусом силою в 8,5 балів і подальшим цунамі.
Місто служило морським портом для Перу до 1880 році. Чилі захопила місто в ході Тихоокеанської війни. У цьому конфлікті, що тривав з 1879 до 1883 року, Чилі боролася з Болівією і Перу за багату на нітрати область Атакама. В результаті цієї війни Перу і Болівія поступилися територією Чилі, а Болівія позбавилася виходу до моря.
Місто було місцем морської і наземної битви між чилійськими і перуанськими військами 7 червня 1880 року, після якої місто перейшло під чилійську юрисдикцію на десять років. Після чого питання про його статус повинне було вирішуватися шляхом голосування мешканців. Чилі утримувала цю територію до 1929 року, коли при втручанні США болюче питання було, нарешті, вирішене таким чином, що Арика відійшла до Чилі, а Такна — до Перу.
У 1962 році місто приймало ігри чемпіонату світу з футболу.

## Клімат
Місто розташоване на крайній півночі Чилі, у пустелі Атакама. Клімат в Аріці — один з найсухіших на землі. Дощ випадає один раз в декілька десятків років, проте за рахунок стоку з гір місто має достатньо води. У XIX столітті Арика вважалася хворим малярійним місцем. Потім, після осушення ряду навколишніх водоймищ, клімат в Арика покращав, і в наш час це популярний морський курорт.

## Відомі уродженці
- П'єр Барбізе — французький піаніст.

## Галерея

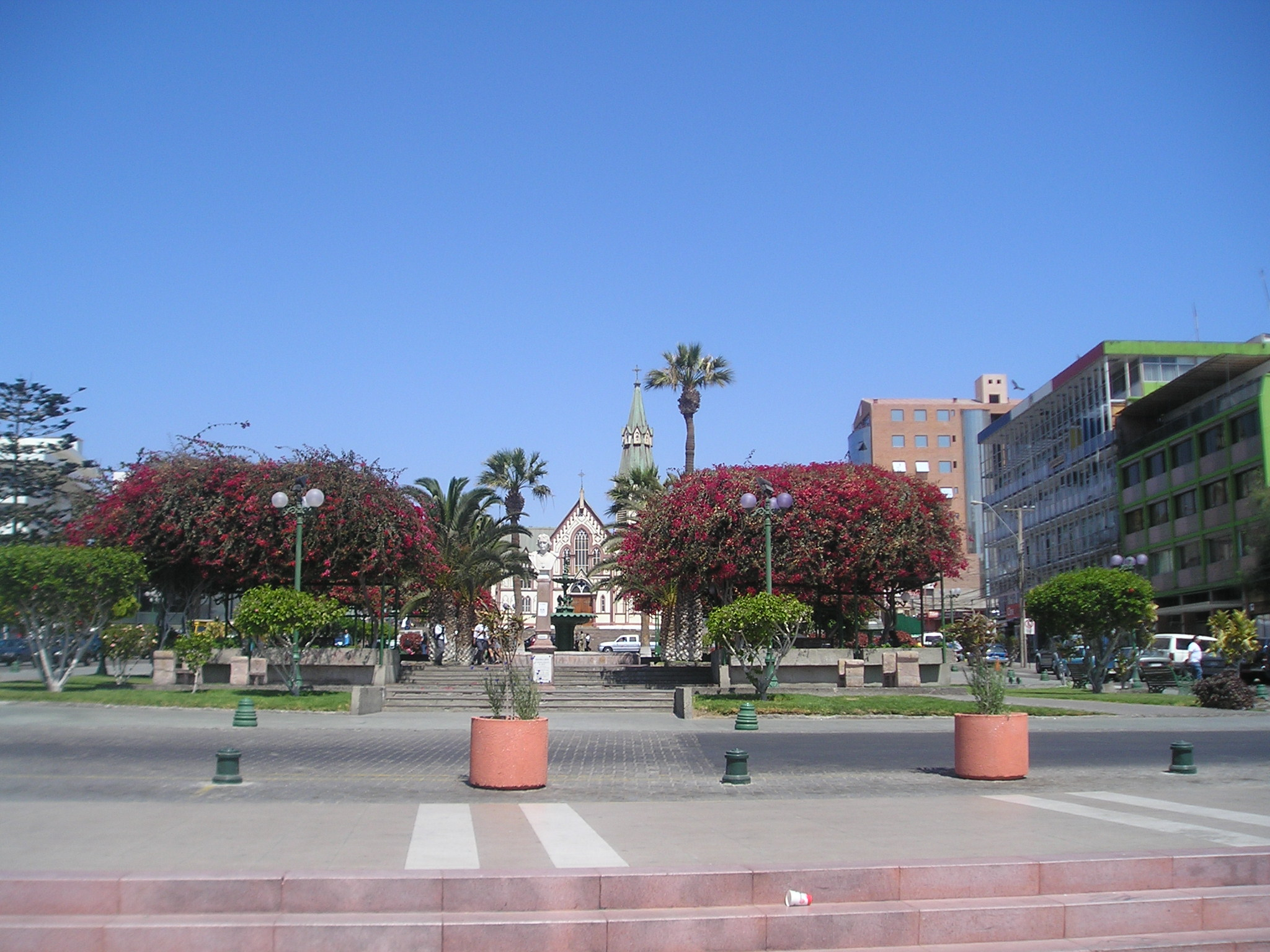
Площа Колон з церквою Сан-Маркос
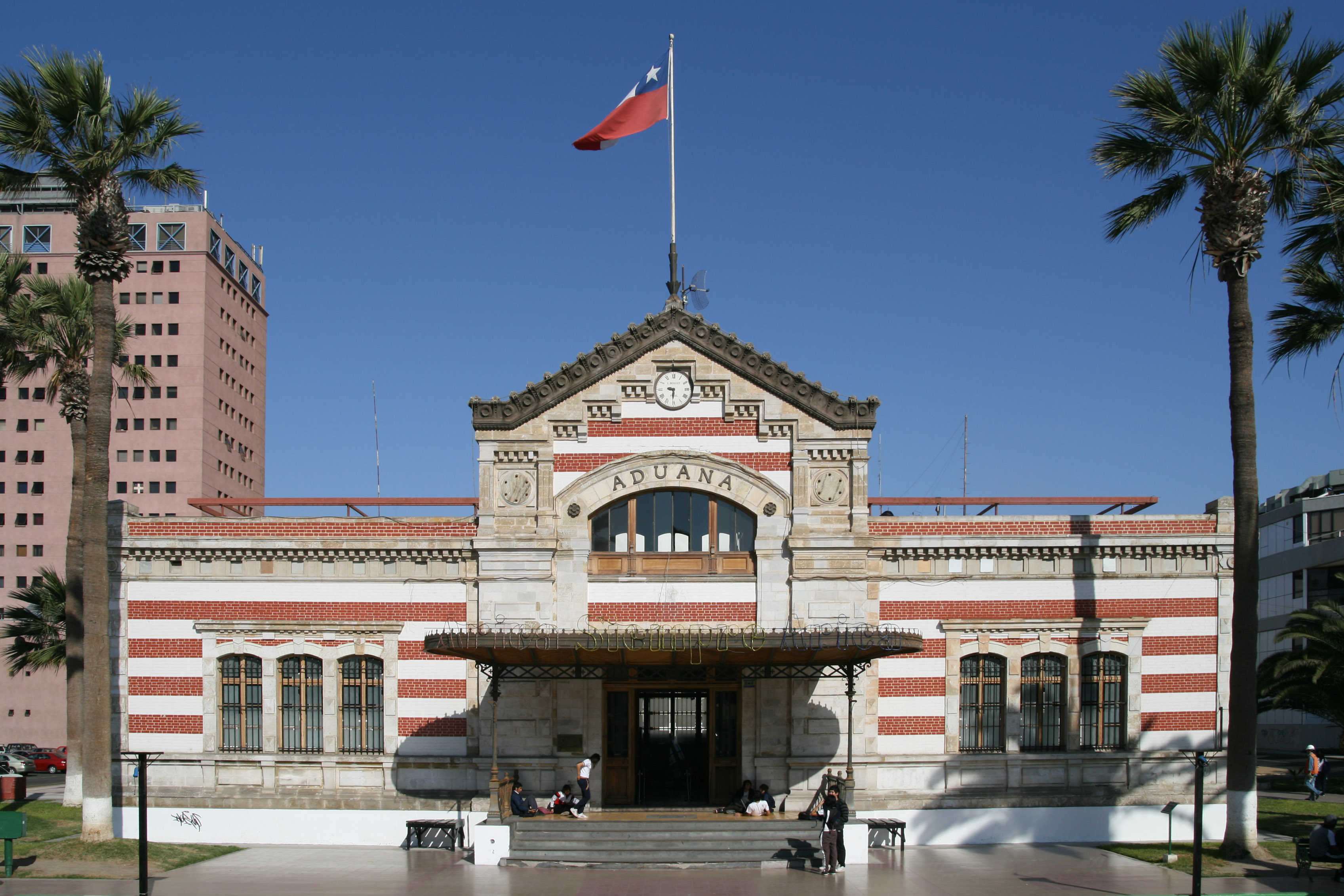
Адуана (будівля митниці) – пам'ятка національного значення
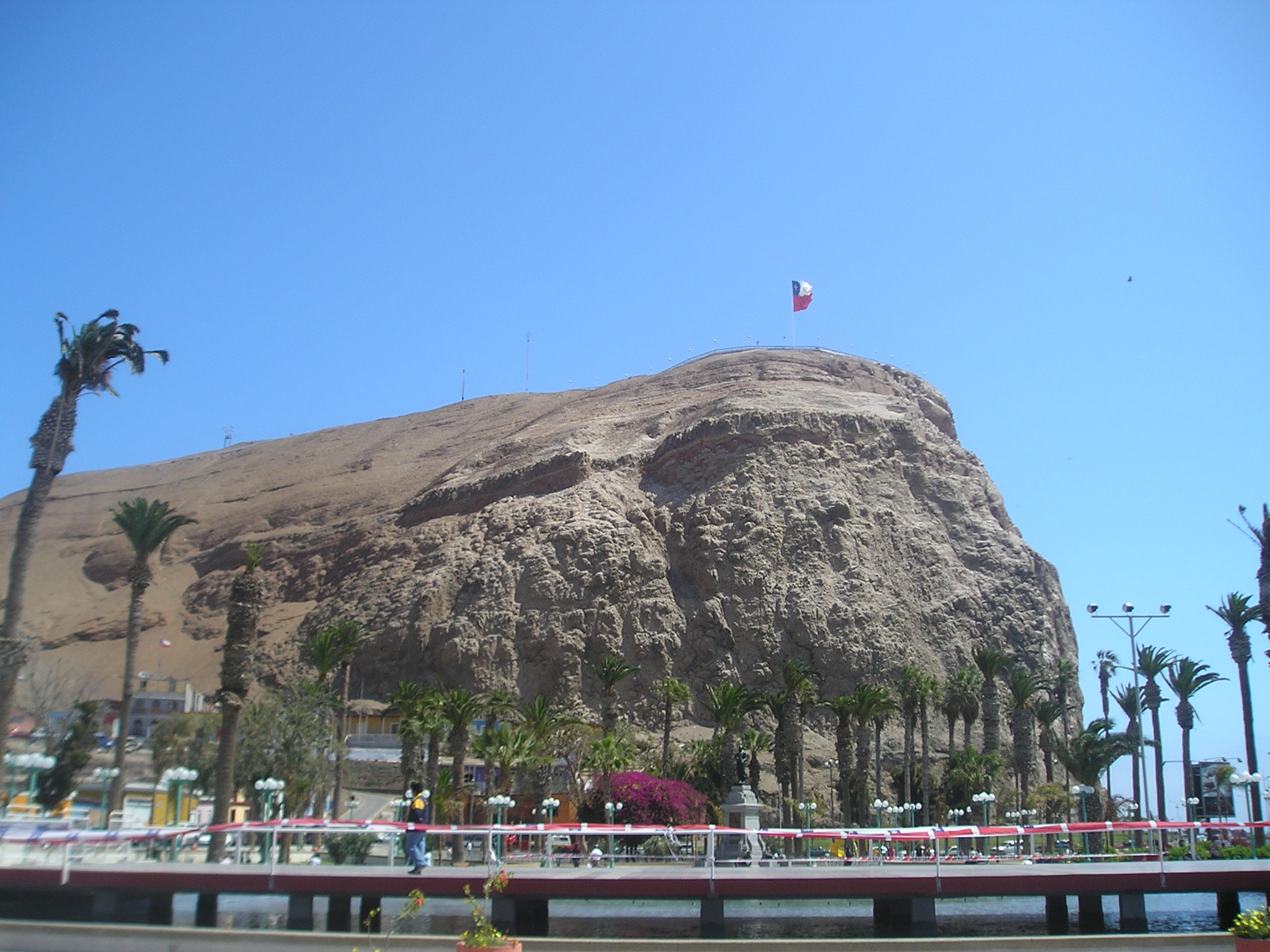
Пагорб Морро-де-Арика